# Ulmera
Ulmera ist ein osttimoresischer Suco im Verwaltungsamt Bazartete (Gemeinde Liquiçá).

## Geographie

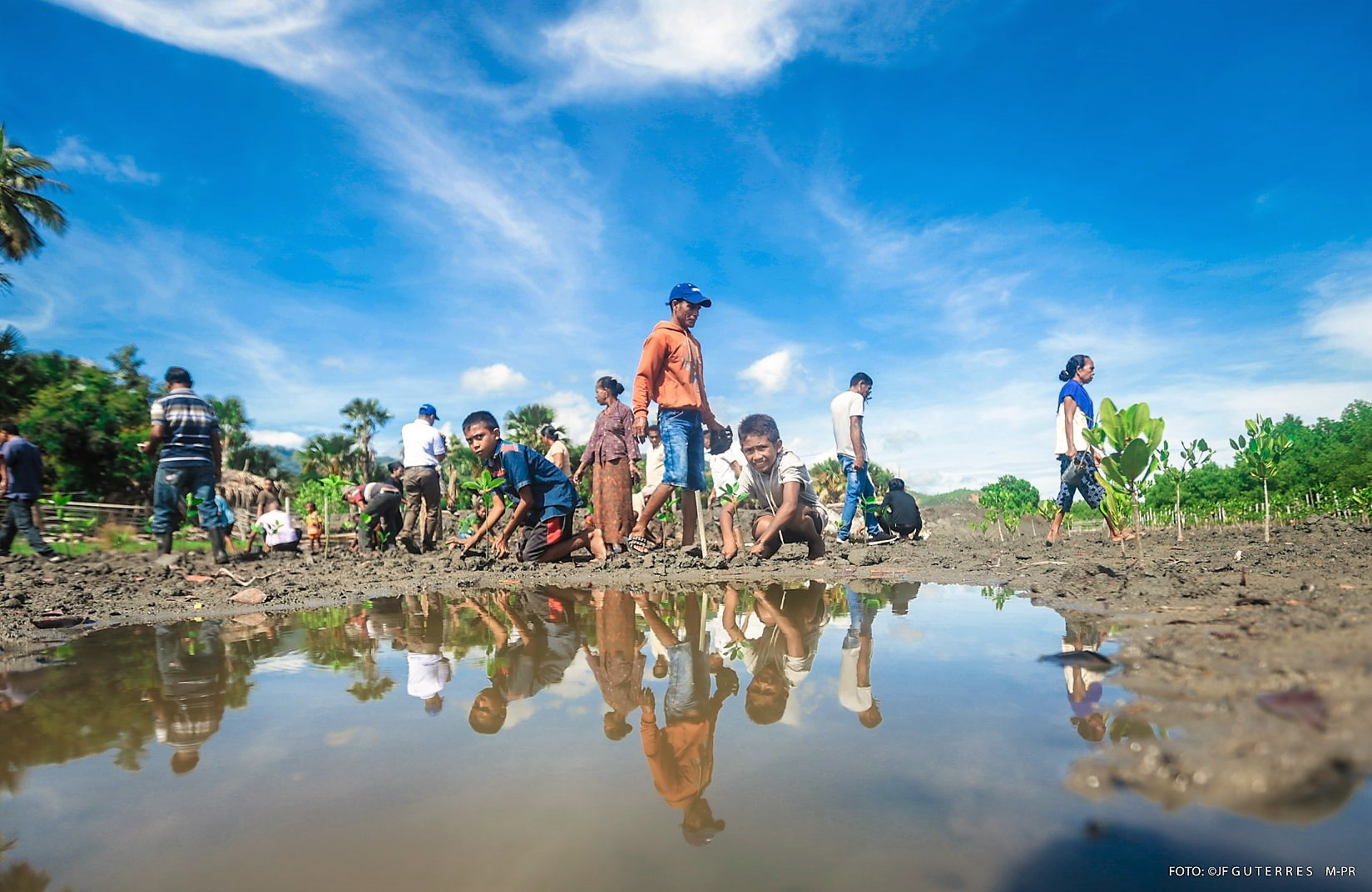
Aufforstungsaktion in Ulmera

Ulmera liegt im Osten des Verwaltungsamts Bazartete, am Südufer der Straße von Ombai. Östlich befindet sich der Suco Tibar, westlich die Sucos Motaulun und Fahilebo. Im Süden grenzt Ulmera an das Verwaltungsamt Railaco (Gemeinde Ermera) mit seinen Sucos Taraco und Liho. Die Südgrenze bildet der Fluss Mata Hare, der später in den Rio Comoro fließt. Ulmera hat eine Fläche von 40,79 km² und teilt sich auf in die neun Aldeias Ermeta, Essirat, Fatubesilolo, Mane-Mori, Mane-Muno, Nauner, Neran, Terlau und Tetsari.
Der Küste entlang folgt die nördliche Küstenstraße, eine der wichtigsten Verkehrsverbindungen des Landes, die die Landeshauptstadt Dili mit der Gemeindehauptstadt Vila de Liquiçá verbindet. An der Straße liegen (von Ost nach West) die Orte Cassait (Kasait), Besite (die beiden Orte bilden zusammen das größte Siedlungszentrum des Sucos), Palem, Kampungbaru und Gerohata. Im Süden kommt von Tibar aus eine weitere Überlandstraße. Sie teilt sich in Richtung Westen nach die Richtung Fahilebo und in Richtung Süden nach Railaco, Gleno und Ermera auf. An der Straße liegen die Dörfer Gamanuhati, Marlolo, Tetsari, Nasuto, Pilaparia und Lebuloa (Libaloa). An der Straße, die beide Überlandstraßen verbindet, liegt Neran. Bei anderen Orten, wie Claria, Fatubesilolo, Bourlete und Fatuglana, fehlt die Anbindung an die Straße über eine unbefestigte Piste hinaus.
Bei Lebuloa führt die Überlandstraße über eine Brücke über den Mata Hare. In Cassait, Pilaparia und Lebuloa gibt es Grundschulen. Das jesuitische Colégio de Santo Inácio de Loiola und das Instituto São João de Brito (ISJB) liegen in Cassait. An der Küste gibt es einen Ankerplatz. In Besite befinden sich eine medizinische Station und der Sitz des Sucos.

## Einwohner
Der Suco Ulmera hat 4.142 Einwohner (2022), davon sind 2.077 Männer und 2.065 Frauen. Im Suco gibt es 665 Haushalte. Über 48 % der Einwohner geben Tetum Prasa als ihre Muttersprache an. Fast 34 % sprechen Mambai, fast 15 % Tokodede, Minderheiten Kemak, Makasae, Tetum Terik oder Baikeno.
Nur acht Familien, deren Mitglieder über 50 Jahre alt sind, sprachen 2024 Manetlan. Die Sprache steht kurz vor dem Aussterben.

## Geschichte

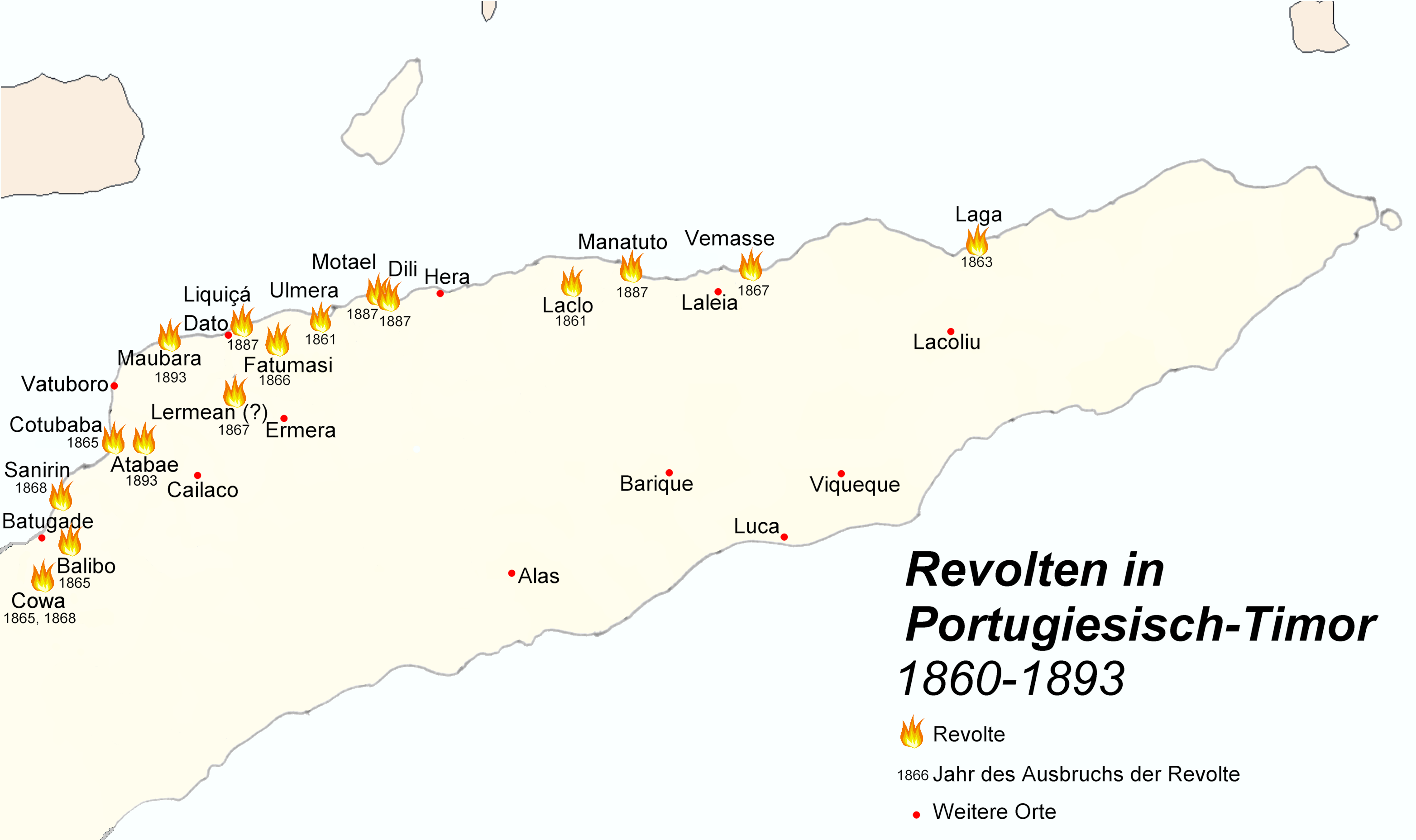
Revolten in Osttimor zwischen 1860 und 1893

Ulmera war eines der traditionellen Reiche Timors, die von einem Liurai regiert wurden. Das von den Tetum dominierte Reich erscheint auf einer Liste von Afonso de Castro, einem ehemaligen Gouverneur von Portugiesisch-Timor, der im Jahre 1868 47 Reiche aufführte.

Im Frühjahr 1861 brach gegen die Zwangsarbeit an öffentlichen Projekten hier eine der Revolten von 1861 gegen die portugiesische Kolonialherrschaft aus. Gouverneur Afonso de Castro überredete den loyalen Liurai von Liquiçá zu einer Strafexpedition gegen Ulmera. Dom Carlos, der Liurai von Maubara zeigte Sympathien für die Rebellen. Es gibt Spekulationen, dass er selbst Ulmera zur Revolte angestachelt hatte. Castro führte schließlich selbst die Truppen mit 1200 einheimischen Kriegern nach Ulmera, die sich am 18. September in Dili versammelten. Im revoltierenden Reich traf er noch auf die Unterstützung aus Liquiçá, so dass er nun über 3000 Mann verfügte. Ulmera wurde überrannt und sein Herrscher und dessen Sohn als Gefangene nach Dili gebracht. Dort wurde eine Siegesfeier veranstaltet, wo der gefangene Liurai niederknien und sich zur Zahlung einer hohen Entschädigungssumme verpflichten musste. Auch die Köpfe der gefallenen Gegner wurden präsentiert, entsprechend der timoresischen Tradition der Kopfjagd. Castro schrieb später über die Rebellion: 

„Es benötigt Stärke, nicht zum tyrannisieren, sondern um ein träges Volk dazu zu bringen, die Gesetze zu befolgen und zur Arbeit zu zwingen.“

1999 wurden zwölf Frauen, deren Männer angeblich der osttimoresischen Widerstandsbewegung FALINTIL angehörten, von der indonesischen Armee verhaftet. Mitglieder der pro-indonesischen Miliz Besi Merah Putih (BMP) sollen diese Frauen missbraucht und zur Zwangsarbeit gezwungen haben. Auch die 24 Kinder der Frauen wurden gefangen gehalten. Faustino Filipe de Carvalho, der damalige Suco-Chef von Ulmera und BMP-Mitglied, wurde am 11. Dezember 2012, wegen illegaler Gefangennahme und Deportation von Zivilisten nach Kupang, zu sechs Jahren Gefängnis verurteilt. Miguel Soares, der in Besite aktiv war, erhielt neun Jahre Gefängnis, wegen seiner Beteiligung an der Ermordung von Fransisco Brás. Der BMP-Kommandant Salvador de Jesus wurde wegen der Beteiligung an der Ermordung von Felix Barreto und Francisco Brás zu 16 Jahren verurteilt.

## Politik

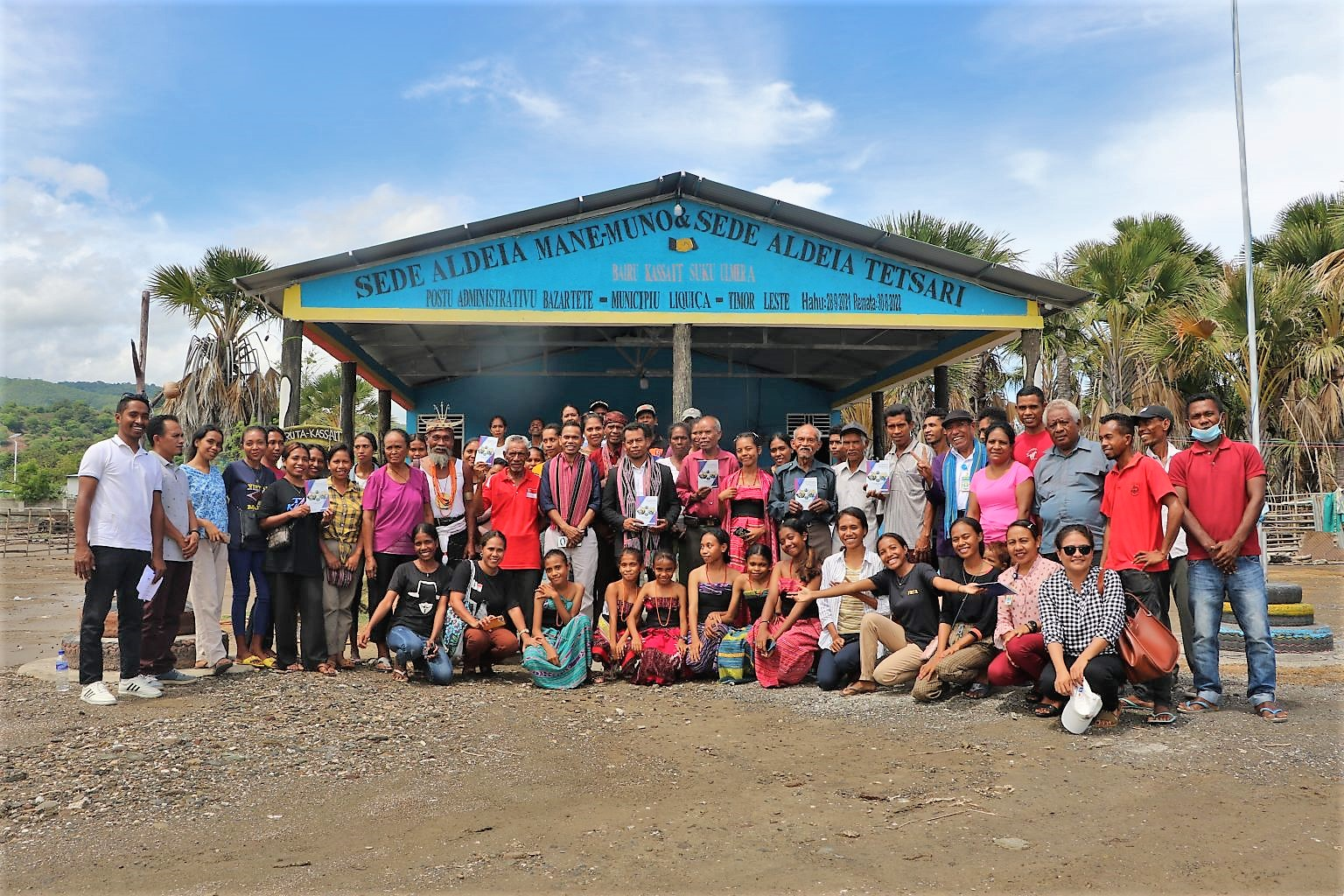
Sitz der Aldeias Mane-Muno und Tetsari

Bei den Wahlen von 2004/2005 wurde José Martins Soares zum Chefe de Suco gewählt. Bei den Wahlen 2009 gewann Laurentino Martins und 2016 Martinho Correia. Er wurde 2023 in seinem Amt bestätigt.

## Wirtschaft
Die australische Regierung unterstützte hier 2001 die Bauern beim Anbau von Wassermelonen, Chili und Bohnen, um der Bevölkerung eine Lebensgrundlage zu schaffen. Zudem wurde 2008 mit Hilfe von USAID ein Tourismusprojekt begonnen. Am Strand Praia Ulmera (Praia da Memoria) hat man Picknickplätze und Toiletten angelegt. Besucher können nun Kayaks, Sonnenliegen und Sonnenschirme ausleihen. An der Küste kann man tauchen.
2011 entdeckte ein Bauarbeiter an der Laboa-Brücke einen goldfarbenen Stein, der sich als Pyrit (Katzengold) entpuppte. Dies könnte auf ein nennenswertes Eisenvorkommen hindeuten, das zur Eisengewinnung oder Zementproduktion verwendet werden könnte.
In Ulmera wird Meersalz gewonnen.